# Luís Manuel Agner
Luís Manuel Agner (Württemberg, ? – Curitiba, 10 de janeiro de 1899) de origem alemã e naturalizado brasileiro, foi um militar e político filiado ao Partido Liberal.

## Biografia
Luís Manuel Agner nasceu em Württemberg (na época um pequeno território ao sul da Alemanha - atual Baden-Württemberg) e muito pequeno veio para o Brasil (por isso o seu nome e prenome são aportuguesados). Com seus pais fixou residência em uma colônia alemã nas imediações da pacata cidade de Curityba em meados do século XIX. Entrou para o exército brasileiro e combateu os paraguaios na aliança Brasil, Argentina e Uruguai na Guerra do Paraguai, lutando sob o comando do tenente José Joaquim Ferreira Júnior na 1ª.  Companhia de Cavalaria.
Após retornar da guerra e com o passar dos anos, Agner ganhou destaque na sociedade curitibana e como militar chegou ao posto de major.
Em Curitiba, Luís Agner foi vereador em 1865. Foi comissário de polícia e em 22 de novembro de 1871 foi nomeado suplente de juiz municipal (cargo equivalente ao de prefeito).  Em 2 de dezembro de 1873 fez parte da primeira diretoria, como vice-presidente, do recém-criado Clube de Corridas de Cavalos (atual Jockey Club do Paraná) e em 1880, na visita da comitiva da família imperial em terras paranaenses, o major Agner fez parte do comitê de recepção ao imperador.
Foi eleito deputado provincial do Paraná para o biênio 1888 / 1889, tendo participado da última formação de deputados provinciais, pois a partir de 15 de novembro de 1889 este cargo teria outra denominação, a de deputado estadual em decorrência da troca do regime político brasileiro. Neste mandato, participou da comissão permanente de Obras Públicas e Colonização.
Seus últimos anos de vida foram apagados, pois muitos, na sociedade curitibana, o consideraram um traidor do Estado. Isto porque o major Agner organizou, com compatriotas seus, um batalhão para apoiar às forças de Gumercindo Saraiva, quando este estava em terras paranaenses, contras as tropas legalistas do Marechal Floriano Peixoto na Revolução Federalista de 1894.

### Falecimento e homenagem
O major Luís Manuel Agner faleceu em Curitiba no dia 10 de janeiro de 1899.
Pelos serviços prestados a nação, como militar, e como membro ativo da sociedade curitibana, em 1975 foi honrado a memória do major com o batismo de uma das vias do bairro Bacacheri de Rua Luiz Manoel Agner.